# (3636) Pajdušáková
(3636) Pajdušáková – planetoida z pasa głównego asteroid okrążająca Słońce w ciągu 3 lat i 160 dni w średniej odległości 2,28 au Została odkryta 17 października 1982 roku w Obserwatorium Kleť w pobliżu Czeskich Budziejowic przez Antonína Mrkosa. Nazwa planetoidy pochodzi od Ľudmily Pajdušákovej (1916-1979), słowackiej astronom. Przed nadaniem nazwy planetoida nosiła oznaczenie tymczasowe (3636) 1982 UJ2.